# Masseilles
Masseilles é uma comuna francesa na região administrativa da Nova Aquitânia, no departamento da Gironda. Estende-se por uma área de 6,57 km². Em 2010 a comuna tinha 147 habitantes (densidade: 22,4 hab./km²).